# Ludwigskirche (Langensteinbach)

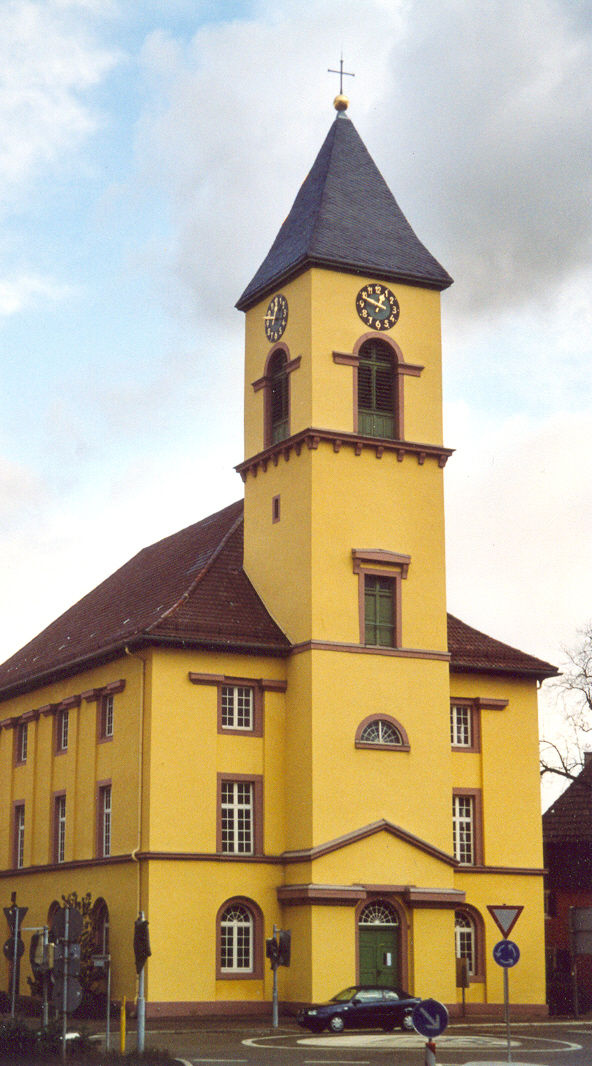
Evangelische Ludwigskirche

Die evangelische Ludwigskirche steht in Langensteinbach, einem Ortsteil der Gemeinde Karlsbad im  baden-württembergischen Landkreis Karlsruhe. Sie befindet sich in der Ortsmitte an einem Doppelkreisel und überragt mit ihrem 36 Meter hohen Glockenturm die Dächer der Ortschaft. Die Kirche wurde von 1826 bis 1828 im Stil von Friedrich Weinbrenner unter der Leitung von Karl August Schwarz erbaut. Die Kirchengemeinde gehört zum Kirchenbezirk Karlsruhe-Land der Evangelischen Landeskirche in Baden.

## Geschichte
Am gleichen Ort, der Weinbrennerstraße 2, befand sich bereits im 13. Jahrhundert eine Kirche mit dem Namen St. Nikolaus. Um 1400 wurde eine Frühmesskapelle eingerichtet. Nach der Trennung von Grünwettersbach wurde Langensteinbach 1432 eine selbstständige Pfarrei. Um die gleiche Zeit soll auch der erste Gottesdienst in der Barbarakapelle der Ortschaft abgehalten worden sein. 1565 wurde mit Johann Mohr der erste evangelische Pfarrer Langensteinbachs benannt. 1727 wurde die damalige Dorfkirche von Grund auf erneuert. Am selben Standort begann 1826 der Bau der heutigen Ludwigskirche, die am 10. August 1828 feierlich eingeweiht wurde. Zu Ehren des damaligen Großherzogs Ludwig und zu seinem 65. Geburtstag wurde die Kirche Ludwigskirche benannt. 1871 wurde die Kirche mit einer imposanten Ferdinand-Stieffell-Orgel bestückt, die bis heute dort zu finden ist. Seit 1952 ist der 36 Meter hohe Glockenturm mit fünf Glocken bestückt. 1974 fanden weitere Renovierungen im Innenraum und an der Orgel statt. Im Jahr 1999 wurde der Kirchturm restauriert und 2007/2008 der Innenraum erneut renoviert.

## Bau
Der Bau der klassizistischen Kirche orientierte sich an Friedrich Weinbrenners Bauweise: ein Kirchturm, der im Schiff der Kirche verschwindet, und ein eindrucksvoller Eingang mit großen Pfeilern und Giebeln. Das Kirchenschiff selbst erinnert an ein großes Haus, ähnlich einem Rathaus. Im Inneren besteht das Kirchenschiff aus zwei Ebenen, der Empore und dem Erdgeschoss.

## Gemeinde

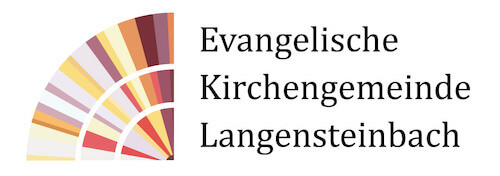
Logo der Evangelischen Kirchengemeinde Langensteinbach

Die Ludwigskirche ist bis heute die Gottesdienststätte der evangelischen Kirchengemeinde von Langensteinbach. Sie gehört zum Kirchenbezirk Karlsruhe-Land der evangelischen Landeskirche in Baden. Die gelbe Ludwigskirche ist eines von sechs Gebäuden der örtlichen evangelischen Kirchengemeinde: dem Pfarrhaus, dem Gemeindehaus, der kirchlichen Sozialstation, dem evangelischen Kindergarten Pestalozzi und dem ältesten erhaltenen Haus der Ortschaft, dem Haus Conrath.
Im jährlichen Wechsel wird die Ludwigskirche von der Gemeinde mit einer, in der Region bekannten, Jahreslosungsfahne geschmückt. Die Fahne wird an der Stirnseite über dem Eingang der Kirche, am Kirchturm befestigt. Die Fahne enthält die jährlich wechselnde Jahreslosung. 2023 war die Jahreslosung „Du bist ein Gott, der mich sieht.“ (Gen 16,13) und für 2024 wird „Alles, was ihr tut, geschehe in Liebe.“ (1 Kor 16,14)  angebracht werden.
Im Inneren der Kirche befindet sich an der Rückseite der Kirche ein großes buntes Glasfenster. Das Logo der Kirchengemeinde greift die linke Hälfte des Bleiglasfensters der Ludwigskirche auf und zeigt dessen farbenfrohe Gestaltung.